# Silverbläsen
Silverbläsen (engelska: Silver Blaze) är en av Sir Arthur Conan Doyles 56 noveller om detektiven Sherlock Holmes. Novellen publicerades första gången 1892. Doyle själv rankade novellen som den trettonde bästa av hans favoritnoveller om Holmes. Silverbläsen ingår i novellsamlingen The Memoirs of Sherlock Holmes.

## Handling
Den framgångsrika tävlingshästen Silverbläsen har försvunnit och tränaren John Straker hittas död på Dartmoorheden. Kommissarie Gregory från Scotland Yard har redan arresterat en misstänkt mördare när Holmes och Watson anländer till tävlingsstallet King's Pyland ägt av överste Ross. Novellen präglas av den atmosfärfyllda skildringen av Dartmoor och senviktoriansk hästkapplöpningsmiljö. 
Känt från novellen är följande dialog:
Gregory: "Är det något annat ni tycker jag bör undersöka?"
Holmes: "Ja, hundens förbluffande beteende om natten."
Gregory: "Men hunden gjorde inte ett dyft den natten?"
Holmes: "Det var just det som var så förbluffande."
Dialogen gav titeln åt Mark Haddons roman Den besynnerliga händelsen med hunden om natten från 2003.

## Filmatisering
Novellen har filmatiserats 1937 och 1977, samt 1988 med Jeremy Brett i huvudrollen.